# ويس فليتشر
ويس فليتشر (28 فبراير 1991 في المملكة المتحدة - ) (بالإنجليزية: Wes Fletcher)‏ هو لاعب كرة قدم بريطاني في مركز الهجوم. لعب مع ستوكبورت كونتي وغريمسبي تاون ونادي أكرينغتون ستانلي ونادي بيرنلي ونادي كرو ألكساندرا ونادي ماذرويل ونادي يورك سيتي ويوفل تاون.

## وصلات خارجية
- ويس فليتشر على موقع قاعدة بيانات كرة القدم.إي يو (الإنجليزية)
- ويس فليتشر على موقع Soccerbase.com (لاعب) (الإنجليزية)
- ويس فليتشر على موقع Soccerway.com (الإنجليزية)
- ويس فليتشر على موقع AS.com (الإسبانية)